# Protection subsidiaire en droit français de l'asile
La protection subsidiaire (qui a remplacé en 2003 l'asile territorial) est accordée, en France, à une personne qui ne bénéficie pas du statut de réfugié mais qui est exposée dans son pays à l'une des menaces graves suivantes : 
- la peine de mort
- la torture ou des peines ou traitements inhumains ou dégradants
- s'agissant d'un civil, une menace grave, directe et individuelle contre sa vie ou sa personne en raison d'une violence généralisée résultant d'une situation de conflit armé interne ou international[1].

## Évolution
La loi du 10 décembre 2003 a substitué la notion de protection subsidiaire à celle d’asile territorial, qui pouvait être accordé par le ministre de l’intérieur, après consultation du ministre des affaires étrangères, à un étranger si celui-ci établit que sa vie ou sa liberté est menacée dans son pays ou qu’il y est exposé à la torture ou à des peines ou traitements inhumains ou dégradants.

## Procédure d'attribution
La protection subsidiaire a remplacé l'asile territorial, avec toutefois quelques différences :
- la compétence appartient à l'Office français de protection des réfugiés et apatrides[4] et non plus au ministère de l'Intérieur
- les menaces sont précisément énoncées et non plus seulement définies comme l'atteinte contre la vie ou la liberté.

L'OFPRA (en première instance) et la CNDA (en appel) examinent systématiquement le droit au bénéfice de la protection subsidiaire, dès lors que le demandeur d'asile ne remplit pas les conditions de reconnaissance de la qualité de réfugié, définies entre autres par la convention de Genève du 28 juillet 1951 (article 1er A2).

## Sources